# Oscar Zia
Oscar Zia, född 10 oktober 1996 i Holmeja, Hyby församling, Svedala kommun i dåvarande Malmöhus län, är en svensk sångare, låtskrivare, skådespelare och programledare.

## Biografi
Oscar Zia är son till läkaren Elisabet och civilingenjören Paolo Zia och växte upp i byn Holmeja i Skåne. Han har fem syskon, bland dem märks äldre brodern Dante Zia, kock och programledare. Familjen har italiensk bakgrund.
I februari 2016 kom Zia ut som homosexuell.

## Karriär
2011–2013
Oscar Zia tilldelades 2011 Svedala kommuns kulturstipendium.
2012 deltog Oscar Zia i svenska X Factor och tog sig till åttonde plats i tävlingen. 2013 ställde han för första gången upp i Melodifestivalen tillsammans med Behrang Miri och Loulou Lamotte. Med låten ”Jalla Dansa Sawa” tog de sig till andra chansen. 2013 släppte Zia sin debutsingel ”#fail” som hamnade på plats 30 på Digilistan.
Zia kom på andra plats i Let's Dance 2013 med Maria Bild som sin danspartner, besegrade av sångaren Markoolio.
2014–2015

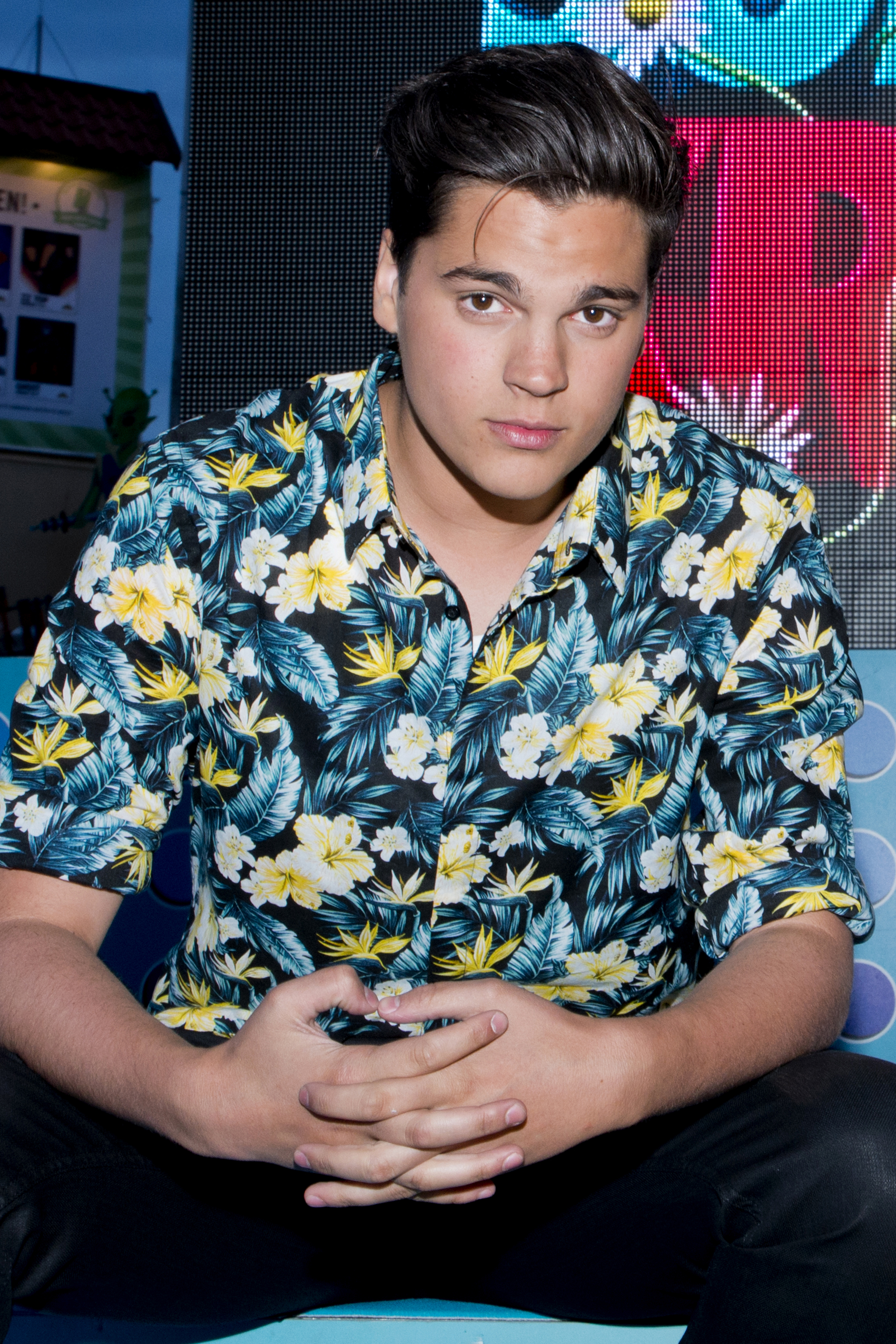
Oscar Zia 2014.

Oscar Zia tävlade 2014 i Melodifestivalen med ”Yes We Can” som skrevs av Fredrik Kempe, David Kreuger och Hamed "K-One” Pirouzpanah. Oscar Zia gick direkt till final där han senare kom på åttonde plats. 
Zia släppte samma år sitt debutalbum I Don't Know How To Dance som hamnade på 3:e plats på svenska albumlistan första veckan. Samma sommar gjorde han totalt över 30 spelningar runt om i landet.
Sommaren 2014 medverkade han i Diggilooturnén tillsammans med bland andra Lena Philipsson, Eric Gadd, Nanne Grönvall och Jessica Andersson.
Mellan 2014 och 2015 gjorde Oscar Zia radioprogrammet ”Knyckare i P3” tillsammans med Emma Knyckare och efter detta gjorde han ”Relationsradion" i P3 tillsammans med Farah Abadi.
Zia programledde två år i rad, 2015 och 2016, musikgalan Rockbjörnen tillsammans med Frida Söderlund från Aftonbladet.
2016
Zia tävlade i Melodifestivalen 2016 med låten "Human", som skapades tillsammans med popduon Smith & Thell (Victor Thell och Maria Smith). Han avancerade till finalen i Stockholm där han kom på andra plats. Den internationella juryn hade låten som etta, medan tittarna gav den fjärde högst stöd. ”Human” kammade hem Melodifestivalens webbpris i kategorin Årets låttext.
Senare samma år släppte Oscar ”I Want You” som skrevs av Benjamin Ingrosso, Hampus Lindvall och Jasmin Andersson och producerad av Crisch.
Samma år fick Oscar Zia och Farah Erichsén uppdraget som ambassadörer för Musikhjälpen och de hade sin egen plats i glasburen bredvid programledarna.
2017–2018
Under sommaren 2017 programledde Oscar Zia P3:s stora sommar-talkshow "Zia med Nessvold i P3" tillsammans med Hampus Nessvold. Zia har ett stort engagemang i HBTQ-rörelsen och som 20-åring blev han 2017 utsedd till ”Årets homo” på QX-galan.
I januari 2018 debuterade Oscar Zia med sin första singel på svenska ”Det Går Aldrig” som han skrev tillsammans med Professor P, producerad av Pontus Persson. Den följdes upp av ”Kyss mig i slo-mo” som är en duett med rapparen Leslie Tay och skriven av Zia, Tay, Petter Tarland och Edgeology samt producerad av Edgeology (Jonas Jurström, Rasmus Blixt, Kim Koubou). “Vem Tar Hand Om Dig” är den tredje singeln Zia släppte och denna gång med Lamix, skriven tillsammans med Professor P och producerad av Pontus Persson.
I september släppte Oscar Zia sin fjärde singel ”Betong” som han skrivit tillsammans med Annika Norlin, Teo & Frans, Fanny Hultman, Madeleine Eliasson och Julia Adams. Samt producerad av Teo Runsiö och Frans Torell. Kort därpå släppte Zia den egenskrivna låten ”Nice” digitalt som ligger med som bonustrack på EP:n ”DIN”.
Låtarna tog avstamp i Zias helt nya sound på svenska som han arbetade fram i studion under året 2017. Ljudbilden är hoppfull, elektronisk, med en smutsigare och råare produktion än tidigare. Detta sound är framtaget tillsammans med producenter som även jobbat med Sabina Ddumba, Daniel Adams Ray, Veronica Maggio, Cherrie, Jireel och Meghan Trainor.
Den 2 november släppte Oscar Zia sin EP ”DIN” och låtarna på denna EP är skrivna med bland andra Linnea Henriksson, Annika Norlin, Julia Adams, Miss Li, Ji Nilsson och duon MADFUN (Madelene Eliasson och Fanny Hultman).
2021–

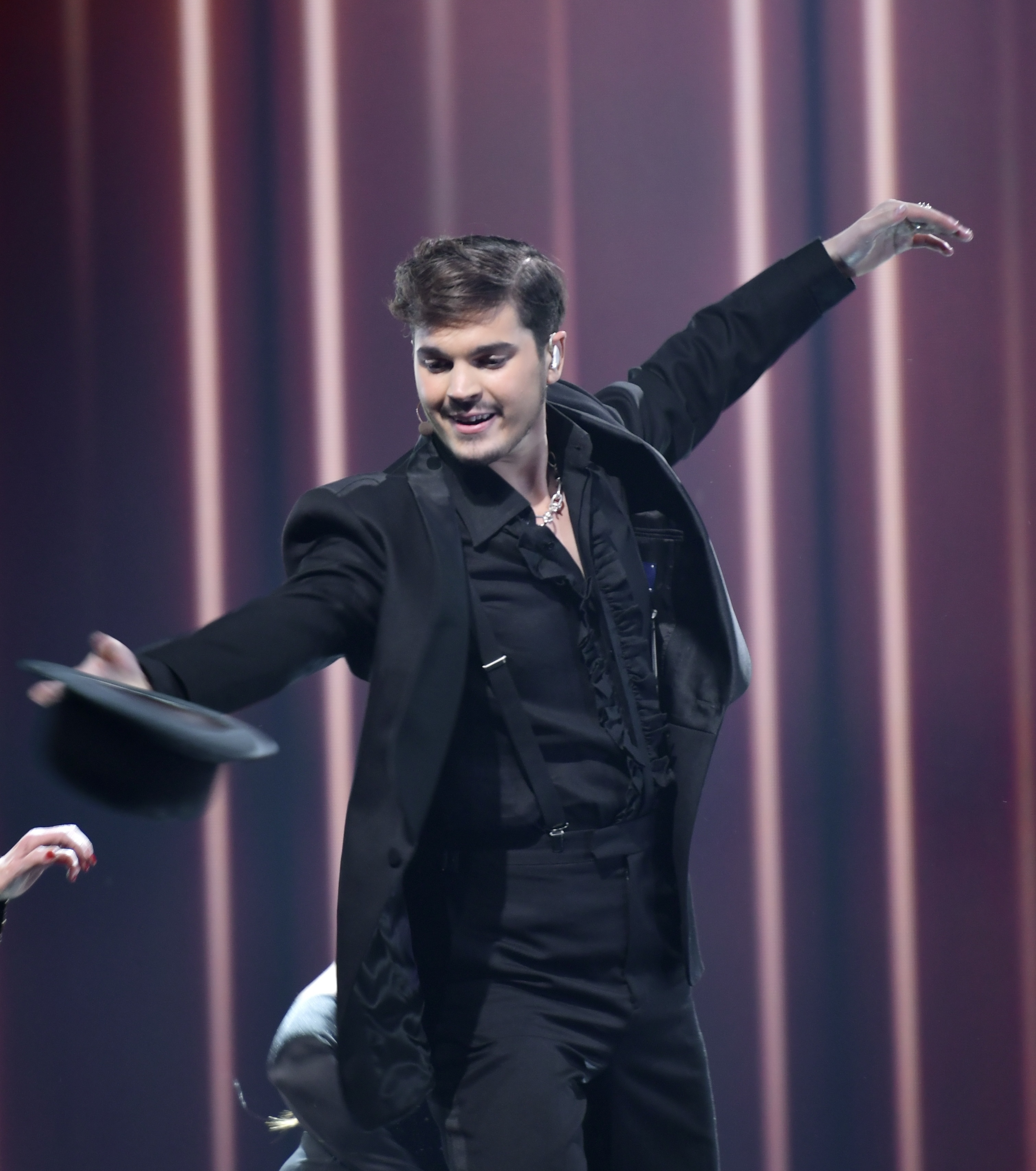
Oscar Zia som programledare för Melodifestivalen 2022.

Under 2021 var Zia skådespelare i TV-serien Skitsamma. Serien hade premiär på streamingtjänsten Discovery+ den 4 juni 2021 och är regisserad av Nour El Refai. Den är baserad på den danska ungdomsserien SJIT Happens från 2012. Under året så släppte Zia singlarna "Då tror du fel" och "Ta på mig".
Zia var programledare för Melodifestivalen 2021 tillsammans med Anis Don Demina. Melodifestivalen 2022 var han återigen programledare, denna gång på egen hand men med Farah Abadi som sidekick. Zia har även varit en av programledarna för Musikhjälpen 2021–2023.
2023 deltog han i SVTs underhållningsprogram Songland.

## Diskografi

### Album
- "I Don't Know How to Dance" (2014)
- "Din" (2018)

### EP
- "DIN" (2018)

Tracklist:

"DIN"

"Kyss mig i slo-mo ”feat. Leslie Tay”

"Säg om du vill"

"Betong"

"Nice"

"Vem tar hand om dig"

"Nice" – akustisk version (bonus)

### Singlar
- "#FAIL" (2013)
- "Yes We Can" (2014)
- "Without U" (2013)
- "Ballare Con Me" (2014)
- "Human" (2016)
- "I Want You" (2016)[14]
- "Det går aldrig" (2017)
- "Kyss mig i Slo-mo" (2017)
- "Vem tar hand om dig" (2018)
- "Nice" (2018)
- "Betong" (2018)
- "Finns det nån" (2019)
- "Ingen kan göra mig hel" (2020)
- "Dansar" (2020)
- "Liten" (2020)
- "Antidepp" (2020)
- "Älska mig" (2020)
- "Vill ha dig nu" (2020)
- "Skuggor" (2021)
- "Stad i ljus" (2021)
- "Då tror du fel" (2021)
- "Ta på mig" (2021)
- "Säga Inget Säger Allt" (2021)
- "dö(d) för mig" (2021)
- "Nyårsvals" (2021)
- "Autopilot" (2023)

## Tv-produktioner
- X-factor- 2012
- Let's Dance - 2013 (slutade på 2:a plats i tävlingen)
- Moraeus Med mera - 2014
- Så Ska Det Låta - 2016
- Parneviks - 2016
- Bingolotto - 2016
- Allsång på Skansen - 2016 & 2017
- Lotta på Liseberg - 2018 & 2021
- Renées Brygga - 2018
- Nyhetsmorgon
- Melodifestivalen 2021 (med Anis Don Demina i deltävling 2)
- Melodifestivalen 2022 (med Farah Abadi som bisittare)
- Weekend hos Zia - 2022
- Songland - 2023

## Filmografi
- 2020 – Cryptid (TV-serie)
- 2021 – Skitsamma (TV-serie)
- 2022 – Allt som blir kvar (TV-serie)